# خوجه‌ایسم

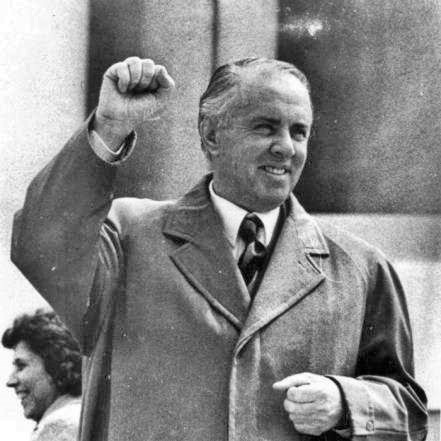
این عکس متعلق به انور خوجه زمانی که قدرتمند بود.(رهبر البانی)

خوجه‌ایسم (به انگلیسی: Hoxhaism) اصطلاحی غیررسمی است که برای توصیف گستره‌ای از گرایش‌های مارکسیست-لنینیستی ضد ریویزیونیستی به کار می‌رود که در دههٔ ۱۹۷۰ در نتیجهٔ شکاف در جنبش مائوییستی پس از تشکیل خطی متشکل از حزب کمونیست چین و حزب کار آلبانی در سال ۱۹۷۸ ظهور کردند.
آلبانیایی‌ها گرایش بین‌المللی جدیدی به راه انداختند. این گرایش خودش را به صورت دفاع سفت و سخت از میراث ژوزف استالین، و نیز انتقاد تند از تقریباً همهٔ دسته‌بندی‌های کمونیستی دیگر، به عنوان ریویزیونیست، نشان می‌داد.
انور خوجه در انتقاد از ایالات متحده، شوروی، چین و یوگسلاوی، سه کشور اخیرالذکر را سوسیال-امپریالیست خواند و تهاجم شوروی به چکسلواکی را با خروج از پیمان ورشو محکوم کرد.
خوجه اعلام کرد، آلبانی تنها دولت قانونی است که پس از ۱۹۷۸ به مارکسیسم-لنینیسم وفادار مانده است. آلبانیایی‌ها می‌توانستند در میان مائوئیست‌ها به ویژه در آمریکای لاتین و جریان‌هایی مانند ارتش آزادیبخش خلق و حزب کمونیست مارکسیست-لنینیست اکوادور و همینطور در حزب کمونیست برزیل متحدان زیادی داشته باشند و در کل پیروی بین‌المللی عمده‌ای را متوجه خود کنند. این گرایش پس از خوجه گهگاه با نام خوجه‌ایسم مطرح شد.
پس از فروافتادن دولت کمونیست در آلبانی، حزب‌های طرفدار آلبانی پیرامون همایش بین‌المللی و انتشارات اتحاد و مبارزه گرد آمدند.

## فهرست حزب‌های خوجه‌ایست

### حزب‌های فعال
- حزب کمونیست آلمان (شفق سرخ)
- حزب کار ایران (طوفان)
- حزب کار آمریکا
- حزب کار مالی
- حزب کمونیست بنین
- حزب کمونیست مارکسیست-لنینیست ترکیه
- حزب کمونیست مارکسیست-لنینیست اکوادور
- حزب کمونیست مارکسیست-لنینیست ونزوئلا
- حزب کمونیست کلمبیا (مارکسیست-لنینیست)
- حزب کمونیستی کار (جمهوری دومینیکن)
- حزب کمونیست شیلی (کنش پرولتری)
- پلاتفورم کمونیستی (ایتالیا)
- جنبش عملی مردمی مارکسیست-لنینیست (نیکاراگوئه)
- حزب کمونیست کانادا (مارکسیست-لنینیست)
- حزب مارکسیست-لنینیست کبک
- حزب کمونیست مارکسیست-لنینیست بنین
- حزب کمونیست انقلابی بریتانیا (مارکسیست-لنینیست)
- اتحادیهٔ کمونیستی بریتانیای بزرگ
- حزب کمونیست انقلابی(برزیل)
- گروه انقلابی مارکسیست-لنینیست (نروژ)
- حزب کار (صربستان)
- جنبش بازسازی حزب کمونیست یونان (۱۹۱۸-۱۹۵۵)
- سازمان مارکسیست-لنینیست ایالات متحده
- حزب کمونیست قدر هند
- حزب کمونیست اسپانیا (مارکسیست-لنینیست)
- حزب کمونیست (مارکسیست-لنینیست) بولیوی
- حزب کمونیست مکزیک (مارکسیست-لنینیست)
- حزب کمونیست کارگران تونس
- ارتش آزادیبخش خلق
- حزب کمونیست کارگران فرانسه
- حزب کمونیست انقلابی ساحل عاج
- حزب کمونیست ترینیداد و توباگو
- حزب کمونیست آلبانی

## حزب‌های تاریخی
- آلبانی: حزب کار آلبانی
- ایران: حزب مارکسیست-لنینیست شفق سرخ
- بنین: حزب کمونیست بنین
- برزیل: حزب کمونیست برزیل
- اتیوپی: اتحادیهٔ مارکسیست-لنینیست تیگرای
- بریتانیا: اتحادیهٔ کمونیست بریتانیای بزرگ
- بورکینافاسو: حزب کمونیست انقلابی ولتائی
- کانادا: حزب کمونیست کانادا (مارکسیست-لنینیست)
- شیلی: حزب کمونیست شیلی (کنش پرولتری)
- کلمبیا: حزب کمونیست کلمبیا (مارکسیست-لنینیست)
- دانمارک: حزب کمونیست دانمارک مارکسیست-لنینیست
- جمهوری دومینیکن: حزب کمونیستی کار
- جزایر فارو: ترقی جزایر (م-ل)
- ایسلند: اتحاد کمونیستی (مارکسیست-لنینیست)
- آلمان: حزب کمونیست آلمان (شفق سرخ)
- آلمان شرقی-آلمان غربی: حزب کمونیست آلمان مارکسیست-لنینیست
- یونان: سازمان کمونیست‌های مارکسیست-لنینیست یونان
- هند: حزب کمونیست قدر هند
- ایرلند: حزب کمونیست ایرلند (مارکسیست-لنینیست)
- ژاپن: حزب کمونیست ژاپن (جناح چپ)
- مکزیک: حزب کمونیست مکزیک (مارکسیست-لنینیست)
- هلند: حزب کارگران هلند (سازمان سازندگی)
- نیکاراگوئه: حزب مارکسیست-لنینیست نیکاراگوئه
- نروژ: اتحادیهٔ کارگران کمونیست (نروژ) و اتحادیهٔ مارکسیست-لنینیست (نروژ)
- پرتغال: حزب کمونیست (بازسازی)
- اسپانیا: حزب کمونیست اسپانیا (مارکسیست-لنینیست)
- سورینام: حزب کمونیست سورینام
- سوئد: حزب کمونیست در سوئد
- توگو: حزب کمونیست توگو
- ترینیداد و توباگو: حزب کمونیست ترینیداد و توباگو
- ترکیه: حزب کمونیست ترکیه جنبش مارکسیست-لنینیست و حزب کمونیست انقلابی ترکیه
- ایالات متحده آمریکا: سازمان انقلابی کار (ایالات متحده آمریکا) و حزب مارکسیست-لنینیست (ایالات متحده آمریکا)
- ونزوئلا: حزب پرچم سرخ
- نیوزیلند: حزب کمونیست نیوزیلند